# توای‌ام
توای‌ام (کره‌ای: 투에이엠) یک گروه پسر کره جنوبی است که از جو کوون، لی چانگ مین، لیم سول آونگ و جونگ جین وون تشکیل شده‌است. این گروه توسط جی‌وای‌پی اینترتینمنت از طریق مستند Mnet Hot Blood تشکیل شد که گروه پسر یازده نفره One Day را تشکیل داد. توای‌ام در درجه اول آهنگ‌های بدون رقص را اجرا می کرند در حالی که گروه برادر آنها توپی‌ام بیشتر از موسیقی روی رقص تمرکز می‌کردند. با اضافه شدن چانگ مین از بیگ هیت میوزیک، این گروه توسط جی‌وای‌پی و بیگ هیت از سال ۲۰۰۸ تا ۲۰۱۴ اداره می‌شد. آنها رسماً در ۱۱ ژوئیه 2008 در بانک موسیقی کی‌بی‌اس شروع به کار کردند و اولین تک آهنگ خود را با نام This Song اجرا کردند. این گروه همچنین با تک آهنگ " Never Let You Go: Shindemo Hanasanai " در ژانویه ۲۰۱۲ در ژاپن شروع به کار کرد.